# Choc des Olympiques
El Choc des Olympiques es el nombre dado al partido de fútbol entre dos de los grandes equipos del fútbol francés y que incluyen la denominación "Olympique" en sus nombres oficiales: el Olympique Lyonnais y el Olympique de Marsella. El canal de televisión francés Canal + llama a este partido "el Olympico", en referencia también a El Clásico. A diferencia de Le Classique, la rivalidad no tiene mayor connotación que la estrictamente deportiva. La rivalidad se cita a menudo como particularmente importante ya que ambos equipos son de alta calidad en el fútbol francés y algunos campeonatos se han decidido entre los dos. El Marsella y el Lyon (junto con el Paris Saint-Germain y Saint-Étienne), son los únicos clubes franceses que han ganado la primera división francesa en cuatro ocasiones consecutivas.

## Historia
El primer partido entre los dos clubes se jugó el 11 de noviembre de 1951 y terminó en un empate 2-2. Tras la llegada de Jean-Michel Aulas al poder del Olympique Lyonnais en 1986, la rivalidad entró en un entorno más competitivo. En 1989, el Marsella comenzó una impresionante racha de cinco títulos consecutivos de la liga francesa, aunque el quinto y último título fue despojado, debido al escándalo de Bernard Tapie, que acabó con el club descendido a la segunda división. El Marsella también ganó la edición 1993 de la Copa de Europa. Un partido notable durante la historia fue una goleada 7-0 del Lyon en Marsella durante la temporada 1990-91.
Tras el descenso del Marsella a la segunda división y el retorno eventual, el Lyon tomó la revancha durante la temporada 1996-97 y humilló al Marsella 8-0 en el Stade de Gerland con todos sus goles anotados en los primeros 55 minutos. La victoria, hasta la fecha, sigue siendo la mayor victoria del Lyon en la liga. El Lyon finalmente comenzó a ascender en la escala francesa del fútbol y, al comienzo del nuevo milenio, comenzó una racha de siete títulos consecutivos de la liga francesa, superando la racha de cuatro del Marsella. Durante el récord nacional del Lyon, el Marsella terminó subcampeón sólo una vez, en la temporada 2007-08.

## Estadísticas
Hasta el 2 de febrero 2025, ha habido 111 partidos oficiales de liga entre los dos equipos desde su primer partido de liga. El Lyon mantiene una ventaja en la liga después de haber ganado 37 partidos y el Marseille 34. La mayor cantidad de goles anotados en un partido fue en el igualado partido 5-5, un empate en el Stade de Gerland, el 8 de noviembre de 2009. La victoria más abultada fue un 8-0 del Lyon el 24 de mayo de 1997. Siete años antes, el Marsella derrotó 7-0 al Lyon.
El récord de goles del Marsella ante el Lyon fue logrado por Mamadou Niang quien, en cierto momento, anotó en cuatro derbis consecutivos. El récord de goles del Lyon está en manos de Sonny Anderson, que también logró seis goles. Es seguido por Sidney Govou y Juninho Pernambucano, que anotaron cinco.
Actualizado al 22 de septiembre de 2024.
| Competencia        | Partidos | Victorias Lyon | Empates | Victorias Marseille | Goles Lyon | Goles Marseille |
| ------------------ | -------- | -------------- | ------- | ------------------- | ---------- | --------------- |
| Ligue 1            | 111      | 37             | 40      | 34                  | 172        | 173             |
| Ligue 2            | 2        | 0              | 0       | 2                   | 0          | 2               |
| Copa de Francia    | 11       | 4              | 2       | 5                   | 12         | 13              |
| Copa de la Liga    | 2        | 1              | 0       | 1                   | 2          | 2               |
| Copa Charles Drago | 1        | 1              | 0       | 0                   | 1          | 0               |
| Total              | 127      | 43             | 42      | 42                  | 187        | 190             |

## Palmarés
Se expone una tabla comparativa de competiciones oficiales, nacionales e internacionales, ganadas por ambos clubes. No se incluyen competiciones de carácter amistoso, regional o de categoría inferior.
| Títulos            | Nacionales             | Nacionales | Nacionales | Nacionales | Nacionales | Europeos | Europeos | Europeos | Europeos | Europeos | Mundiales | Mundiales | Total |   |    |
| ------------------ | ---------------------- | ---------- | ---------- | ---------- | ---------- | -------- | -------- | -------- | -------- | -------- | --------- | --------- | ----- | - | -- |
| Títulos            | Olympique de Marseille | 9          | 10         | 3          | 3          | 1        | 1        | -        | -        | 1        | -         | -         | Total | - | 28 |
| Olympique Lyonnais | 7                      | 5          | 8          | 1          | -          | -        | -        | -        | 1        | -        | -         | -         | 22    |   |    |

## Jugadores
Debido a la creciente rivalidad de los clubes, pocos jugadores han jugado tanto para el Lyon como para el Marsella. Entre los jugadores más notables están el ghanés Abedi Pelé, quien ganó el premio al Jugador Africano del Año, el defensa Manuel Amoros, y el portero Pascal Olmeta. Los tres jugadores han sido parte de la dinastía de Marsella, que ganó cinco títulos consecutivos de liga francesa y la Copa de Europa en 1993. Amorós es el único jugador en la historia de la rivalidad que fue transferido de un club a otro, a continuación, transferir de nuevo al club anterior. Amoros había jugado para Marsella entre 1987-1993, luego pasó dos años en Lyon, antes de regresar al Marsella en 1995. Otros que jugaron para ambos equipos incluyen a Sonny Anderson, quien tuvo una temporada respetable en Marsella y más tarde se unió al Lyon convirtiéndose en uno de los jugadores más destacados del club; Hatem Ben Arfa, que se convirtió en un prodigio en el Lyon antes de partir a Marsella bajo malas circunstancias, y Florian Maurice, quien fue uno de los jugadores más influyentes del Lyon durante la década de 1990 antes de partir hacia la costa sur pasando allí dos temporadas. Mathieu Valbuena ha sido uno de los fichajes más polémicos de los últimos tiempos, donde siendo un referente del Marsella y tras un paso por el fútbol ucraniano, regresó a ocupar las filas del Lyon.

### De Marsella a Lyon
| Nombre          | Pos | Marseille | Marseille | Marseille | Lyon    | Lyon     | Lyon  |
| Nombre          | Pos | Carrera   | Partidos  | Goles     | Carrera | Partidos | Goles |
| --------------- | --- | --------- | --------- | --------- | ------- | -------- | ----- |
| Benoît Pedretti | MF  | 2004–05   | 31        | 3         | 2005–06 | 36       | 2     |
| Reynald Pedros  | MF  | 1996–99   | 21        | 1         | 1997–98 | 15       | 2     |
| Sonny Anderson  | FW  | 1993–94   | 24        | 16        | 1999–03 | 154      | 91    |
| Pascal Olmeta   | GK  | 1990–93   | 84        | 0         | 1993–96 | 131      | 0     |
| Manuel Amoros   | DF  | 1989–93   | 102       | 2         | 1993–95 | 68       | 3     |
| Abedi Pelé      | MF  | 1987–93   | 111       | 23        | 1993–94 | 29       | 3     |
| Ali Bouafia     | MF  | 1987–88   | —         | —         | 1988–92 | —        | —     |
| Albert Emon     | FW  | 1968–77   | 137       | 33        | 1981–86 | 60       | 17    |

### De Lyon a Marsella
| Nombre                 | Pos | Lyon    | Lyon     | Lyon  | Marseille | Marseille | Marseille |
| Nombre                 | Pos | Carrera | Partidos | Goles | Carrera   | Partidos  | Goles     |
| ---------------------- | --- | ------- | -------- | ----- | --------- | --------- | --------- |
| Hatem Ben Arfa         | MF  | 2004–08 | 92       | 12    | 2008–11   | 58        | 8         |
| Sylvain Wiltord        | FW  | 2004–07 | 114      | 32    | 2009      | 15        | 2         |
| Péguy Luyindula        | FW  | 2001–04 | 126      | 46    | 2004–05   | 42        | 10        |
| Steve Marlet           | FW  | 2000–01 | 49       | 18    | 2003–05   | 64        | 17        |
| Florian Maurice        | FW  | 1991–97 | 126      | 44    | 1998–01   | 62        | 23        |
| Manuel Amoros          | DF  | 1993–95 | 66       | 3     | 1995–96   | 16        | 0         |
| Daniel Bravo           | MF  | 1997–98 | 14       | 4     | 1998–99   | 21        | 1         |
| Eric Roy               | MF  | 1993–96 | 111      | 9     | 1996–99   | 87        | 10        |
| Bruno N'Gotty          | DF  | 1988–95 | 237      | 13    | 2000–01   | 32        | 0         |
| François Lemasson      | GK  | 1987–90 | 101      | 0     | 1998–99   | 5         | 0         |
| Jean-François Domergue | DF  | 1982–83 | —        | —     | 1986–88   | 73        | 6         |
| Daniel Xuereb          | MF  | 1977–81 | 95       | 23    | 1981–86   | 19        | 3         |
| Jean Tigana            | MF  | 1978–81 | 104      | 15    | 1989–91   | 76        | 1         |